# Оршанский уезд
Орша́нский уе́зд — административная единица Могилёвской губернии Российской империи, существовавшая в 1777 — 1923 годах. Уездный город — Орша.

## География
Уезд занимал северную часть Могилёвской губернии. Площадь — 4813,9 кв. вёрст. 

## История
Уезд образован в 1778 году в составе Могилёвского наместничества. В 1796 году Могилёвское наместничество было упразднено и уезд включён в состав Белорусской губернии. С 1802 года Оршанский уезд — в составе Могилёвской губернии. В 1840 году к уезду присоединён упразднённый Бабиновичский уезд. 
С 1919 года Оршанский уезд стал частью вновь созданной Гомельской губернии. В 1920 году Оршанский уезд отошёл к Витебской губернии. В 1924 году уезд был упразднён, его территория вошла в состав Оршанского округа БССР.

## Население
По переписи 1897 года население уезда составляло 187 068 человек, в том числе в Орше — 6381 жит., в Бабиновичах — 1157 жит.

### Национальный состав
Национальный состав по переписи 1897 года:
- белорусы — 149 532 чел. (79,9 %),
- евреи — 22 715 чел. (12,1 %),
- русские — 4911 чел. (2,6 %),
- латыши — 3652 чел. (2,0 %),
- поляки — 3348 чел. (1,8 %).

## Административное деление
В 1913 году в уезде было 15 волостей: 
| - Аленовичская — с. Аленовичи, - Баранская — с. Барань, - Высоцкая — с. Высокое, - Высочанская — с. Высочаны, - Добромыслянская — м. Добромысль, - Кохановская — м. Коханово, - Лиознянская — м. Лиозно, - Микулинская — м. Микулино, | - Мошковская — с. Мошково, - Ново-Тухинская — с. Новая Тухинь, - Руднянская — м. Рудня, - Старосельская — м. Староселье, - Старо-Толочинская — м. Толочин, - Серокоротнянская — д. Серокоротня, - Хлыстовская — д. Хлыстовка. |

## См.также
- Оршанский повет
- Оршанская провинция
- Оршанский округ
- Оршанский район